# Erythroxylum grandifolium
Erythroxylum grandifolium är en tvåhjärtbladig växtart som beskrevs av Johann Joseph Peyritsch. Erythroxylum grandifolium ingår i släktet Erythroxylum och familjen Erythroxylaceae. Inga underarter finns listade i Catalogue of Life.